# Porquéricourt
Porquéricourt est une commune française située dans le département de l'Oise, en région Hauts-de-France.

## Géographie

### Description
Porquéricourt est un village périurbain picard du Noyonnais qui jouxte Noyon, situé à une cinquantaine de kilomètres à l'ouest de Laon, à 22 km au nord de Compiègne et à une quarantaine de kilomètres au sud-ouest de Saint-Quentin.
Le territoire communal s'élève à l'ouest sur les coteaux séparant la vallée de la Divette de celle de la Verse. Le village est au pied du coteau et l'ouest de la commune est constitué par une forêt.
Le village compte un hameau, Calendes

### Communes limitrophes
| Lagny | Sermaize      | Beaurains-lès-Noyon |
|       | Porquéricourt | Noyon               |
| Suzoy |               | Vauchelles          |

### Hydrographie

#### Réseau hydrographique
La commune est située dans le bassin Seine-Normandie. Elle est drainée par le fossé 01 de la commune de Beaurains-les-Noyon, le fossé 01 de la commune de Sermaize, le fossé 02 de la commune de Beaurains-les-Noyon et le fossé 03 de la commune de Beaurains-les-Noyon,,.

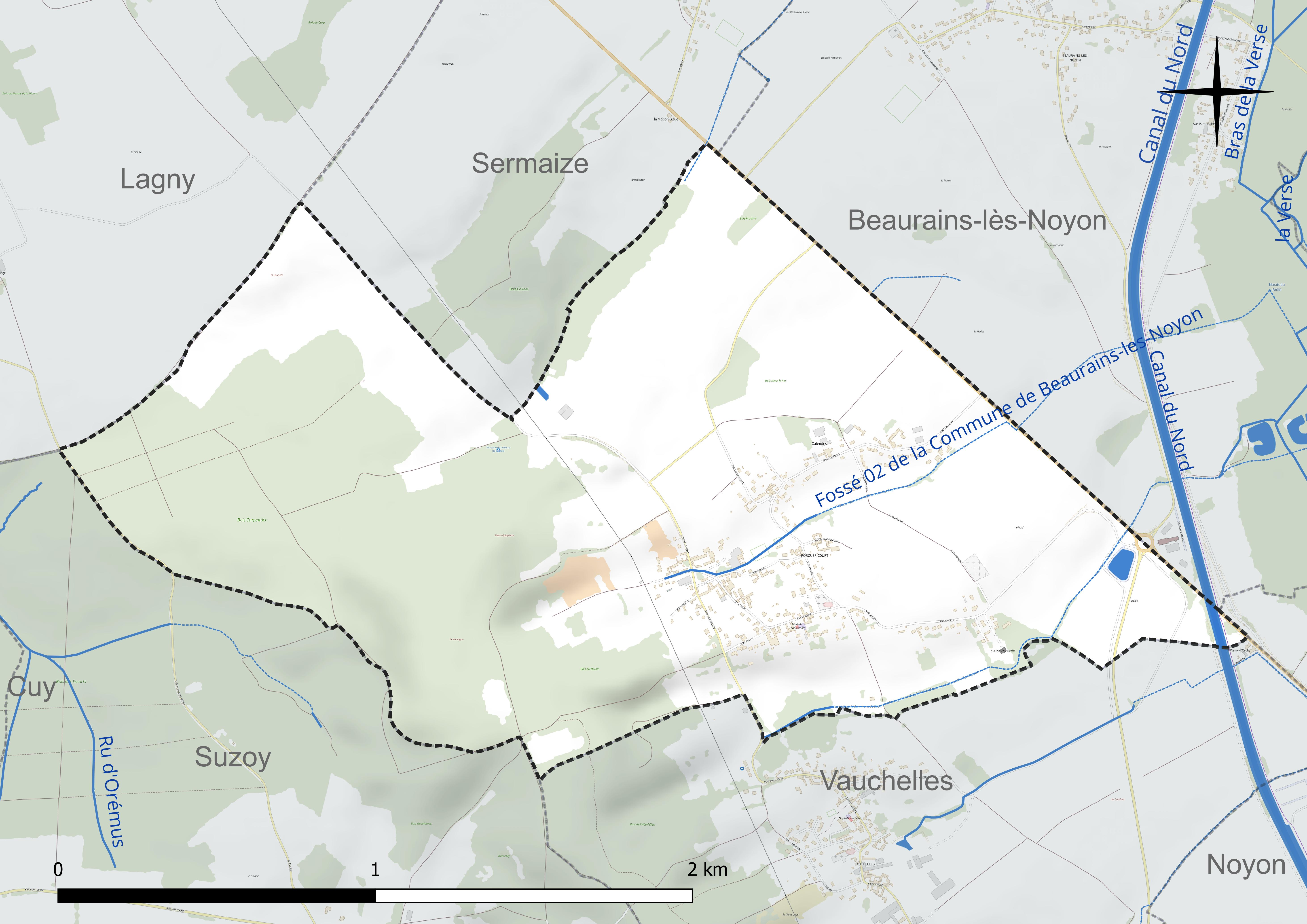
Réseau hydrographique de Porquéricourt.

#### Gestion et qualité des eaux
Le territoire communal est couvert par le schéma d'aménagement et de gestion des eaux (SAGE) « Sensée ». Ce document de planification concerne un territoire de 1 013 km2 de superficie, délimité par le bassin versant de l'Oise moyenne. Le périmètre a été arrêté le 24 avril 2017 et le SAGE est, en 2024, encore en élaboration. La structure porteuse de l'élaboration et de la mise en œuvre est le syndicat mixte du SAGE Oise-Moyenne (SMOM). 
La qualité des cours d'eau peut être consultée sur un site dédié géré par les agences de l'eau et l'Agence française pour la biodiversité. 

### Climat
Pour des articles plus généraux, voir Climat des Hauts-de-France et Climat de l'Oise.
En 2010, le climat de la commune est de type climat océanique dégradé des plaines du Centre et du Nord, selon une étude du CNRS s'appuyant sur une série de données couvrant la période 1971-2000. En 2020, Météo-France publie une typologie des climats de la France métropolitaine dans laquelle la commune est exposée à un climat océanique et est dans la région climatique  Nord-est du bassin Parisien, caractérisée par un ensoleillement médiocre, une pluviométrie moyenne régulièrement répartie au cours de l'année et un hiver froid (3 °C). 
Pour la période 1971-2000, la température annuelle moyenne est de 10,6 °C, avec une amplitude thermique annuelle de 15 °C. Le cumul annuel moyen de précipitations est de 723 mm, avec 11,2 jours de précipitations en janvier et 8,7 jours en juillet. Pour la période 1991-2020, la température moyenne annuelle observée sur la station météorologique la plus proche, située sur la commune de Chauny à 19 km à vol d'oiseau, est de 11,1 °C et le cumul annuel moyen de précipitations est de 709,9 mm,. Pour l'avenir, les paramètres climatiques de la commune estimés pour 2050 selon différents scénarios d'émission de gaz à effet de serre sont consultables sur un site dédié publié par Météo-France en novembre 2022.

## Urbanisme

### Typologie
Au 1er janvier 2024, Porquéricourt est catégorisée commune rurale à habitat dispersé, selon la nouvelle grille communale de densité à sept niveaux définie par l'Insee en 2022.
Elle est située hors unité urbaine. Par ailleurs la commune fait partie de l'aire d'attraction de Noyon, dont elle est une commune de la couronne,. Cette aire, qui regroupe 38 communes, est catégorisée dans les aires de moins de 50 000 habitants,.

### Occupation des sols
L'occupation des sols de la commune, telle qu'elle ressort de la base de données européenne d'occupation biophysique des sols Corine Land Cover (CLC), est marquée par l'importance des territoires agricoles (49,9 % en 2018), une proportion sensiblement équivalente à celle de 1990 (50,6 %). La répartition détaillée en 2018 est la suivante : 
terres arables (43,4 %), forêts (36,2 %), zones urbanisées (14 %), zones agricoles hétérogènes (5,6 %), prairies (0,9 %). L'évolution de l'occupation des sols de la commune et de ses infrastructures peut être observée sur les différentes représentations cartographiques du territoire : la carte de Cassini (XVIIIe siècle), la carte d'état-major (1820-1866) et les cartes ou photos aériennes de l'IGN pour la période actuelle (1950 à aujourd'hui).

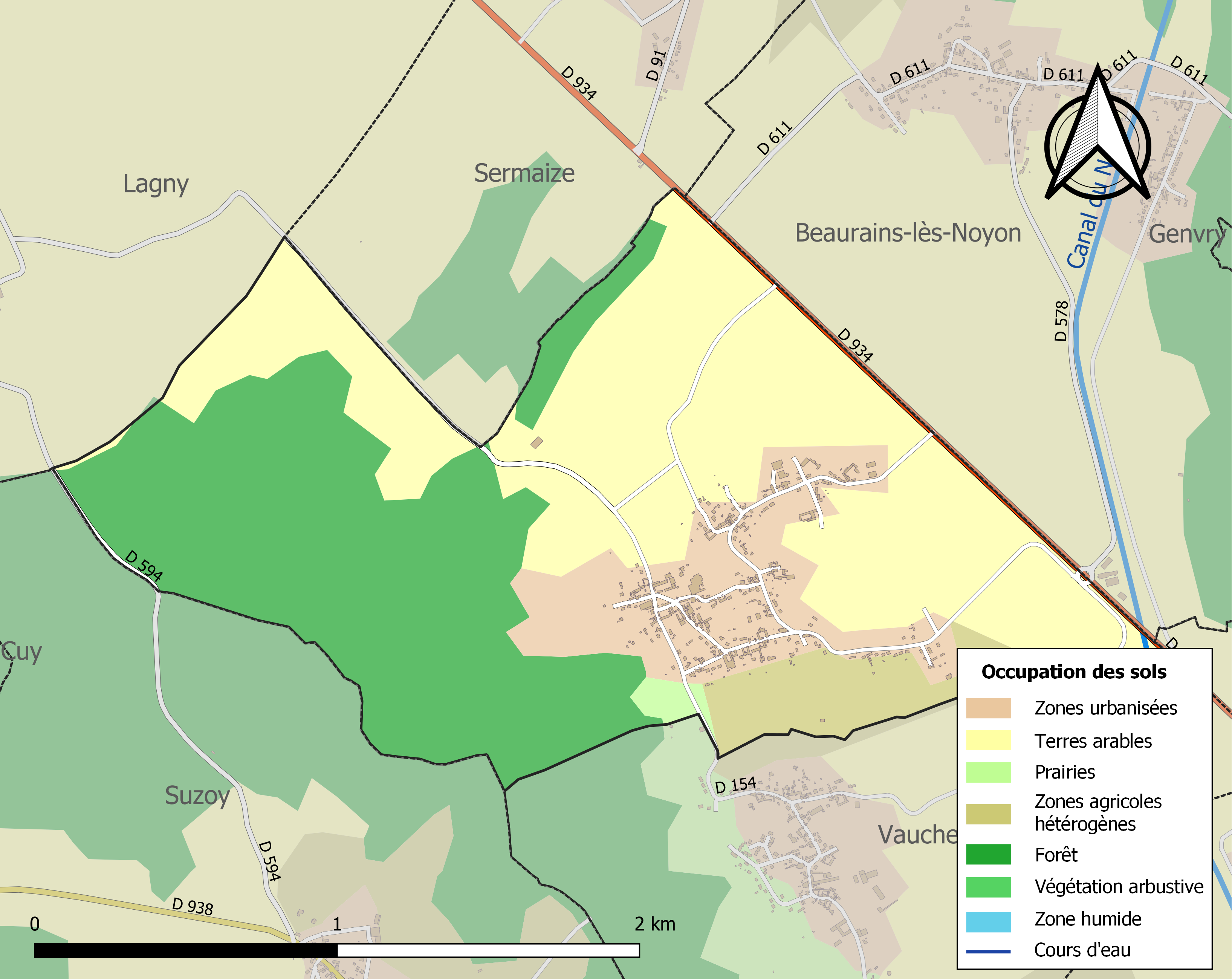
Carte des infrastructures et de l'occupation des sols de la commune en 2018 (CLC).

### Voies de communication et transports
La commune est desservie, en 2023, par les lignes 674 et 679 du réseau interurbain de l'Oise.

## Toponymie
Le lieu a été désigné comme Porguericourt ou Porqueribort en 1171, Porpellicourt en 1596 (Porquerivum curtis).
Du latin porcus avec le suffixe cortem. Le « domaine de la porcherie » ou le « domaine du porcher ».

## Histoire
Une abbaye est signalée au XVe siècle,.
Avant la Révolution française, le territoire de l'ancienne paroisse de Porquéricourt comprenait sept fiefs relevant de l´évêché de Noyon.
En 1820 la municipalité projette l'acquisition de la moitié de l´ancien presbytère pour en faire une école. En 1846, les terrains sont acquis pour construire l´école,conçue par l´architecte Marouy. et les travaux sont achevés en 1849.
Au milieu du XIXe siècle, le village disposait d'un moulin, d'un presbytère, d'une féculerie exploitée par Jean-Baptiste Victor Prévost, autorisée en 1846 et installée au lieu-dit Le Château de M. Michaux, à laquelle aurait été ajouté en 1855 un moulin à blé doté d'une machine à vapeur. La féculerie, qui aurait employé 8 à 15 ouvriers en 1851, ne semble plus exploitée dès 1856,.
L'ancienne église, vétuste, dont les parties les plus anciennes dataient du XVe siècle est détruite  en 1867. Un nouvel édifice est édifié au même emplacement sur les plans de l'architecte de la manufacture impériale de Beauvais et de l'arrondissement de Clermont, M. Weil, et par MM. Cardon et Quetier, entrepreneurs à Guiscard. La bénédiction et la pose des cloches ont lieu en 1871 et la réception des travaux, en 1872.
Première Guerre mondiale
Le village est considéré comme détruit à la fin de la guerre et a  été décoré de la Croix de guerre 1914-1918, le 15 février 1921.
La reconstruction
La mairie et une nouvelle école sont reconstruits dans l'entre-deux-guerres sur des terrains acquis en 1921. La reconstruction de l'église en 1921 se fait  en réutilisant la base des murs de l'édifice précédent.

## Politique et administration

### Intercommunalité
Porquéricourt est membre de la communauté de communes du Pays Noyonnais, un établissement public de coopération intercommunale (EPCI) à fiscalité propre créé en 1994 sous le nom de communauté de communes de la haute vallée de l'Oise et auquel la commune a transféré un certain nombre de ses compétences, dans les conditions déterminées par le code général des collectivités territoriales.

### Liste des  maires
| Période                                  | Période                       | Identité           | Étiquette | Qualité |
| ---------------------------------------- | ----------------------------- | ------------------ | --------- | --- |
| Les données manquantes sont à compléter. |                               |                    |           | |
| avant 1995                               |                               | Claude Labarre     |           | |
| Les données manquantes sont à compléter. |                               |                    |           | |
| mars 2001                                | février 2003                  | Jean Beauvois      |           | |
| mars 2003                                | mars 2008                     | Patrick Pelourdeau |           | |
| 2008                                     | 2014                          | Claude Vedie       |           | |
| 2014                                     | En cours (au 20 janvier 2021) | Fabien Barège      | PS        | Contrôleur principal des douanes Vice-président du CC du Pays Noyonnais (2016 → 2020) Réélu pour le mandat 2020-2026 |

### Politique de développement durable
La réfection de l'éclairage public du village est réalisé en deux tranches en 2019 et 2020, permettant une importante baisse de la consommation grâce au remplacement d'ampoules au mercure par des lampes à LED. Cette initiative succède au remplacement des installations de chauffage de la salle des fêtes, de l'école et de la mairie, opéré en 2016.

## Population et société

### Démographie

#### Évolution démographique
L'évolution du nombre d'habitants est connue à travers les recensements de la population effectués dans la commune depuis 1793. Pour les communes de moins de 10 000 habitants, une enquête de recensement portant sur toute la population est réalisée tous les cinq ans, les populations de référence des années intermédiaires étant quant à elles estimées par interpolation ou extrapolation. Pour la commune, le premier recensement exhaustif entrant dans le cadre du nouveau dispositif a été réalisé en 2005.

En 2022, la commune comptait 412 habitants, en évolution de +6,74 % par rapport à 2016 (Oise : +0,87 %, France hors Mayotte : +2,11 %).
| 1793 | 1800 | 1806 | 1821 | 1831 | 1836 | 1841 | 1846 | 1851 |
| ---- | ---- | ---- | ---- | ---- | ---- | ---- | ---- | ---- |
| 335  | 348  | 388  | 341  | 388  | 403  | 342  | 350  | 315  |

| 1856 | 1861 | 1866 | 1872 | 1876 | 1881 | 1886 | 1891 | 1896 |
| ---- | ---- | ---- | ---- | ---- | ---- | ---- | ---- | ---- |
| 311  | 306  | 284  | 279  | 259  | 260  | 253  | 240  | 225  |

| 1901 | 1906 | 1911 | 1921 | 1926 | 1931 | 1936 | 1946 | 1954 |
| ---- | ---- | ---- | ---- | ---- | ---- | ---- | ---- | ---- |
| 240  | 227  | 227  | 198  | 207  | 211  | 193  | 177  | 202  |

| 1962 | 1968 | 1975 | 1982 | 1990 | 1999 | 2005 | 2006 | 2010 |
| ---- | ---- | ---- | ---- | ---- | ---- | ---- | ---- | ---- |
| 217  | 206  | 243  | 313  | 331  | 362  | 350  | 347  | 356  |

| 2015 | 2020 | 2022 | - | - | - | - | - | - |
| ---- | ---- | ---- | - | - | - | - | - | - |
| 379  | 401  | 412  | - | - | - | - | - | - |

Porquéricourt était une des communes les plus peuplées de l'ancien canton. La population, qui s'élevait à 335 habitants en 1793, a atteint son maximum (403 habitants) en 1836 et son seuil le plus bas (177 habitants) en 1946.

#### Pyramide des âges
La population de la commune est relativement jeune.
En 2018, le taux de personnes d'un âge inférieur à 30 ans s'élève à 37,6 %, soit au-dessus de la moyenne départementale (37,3 %). À l'inverse, le taux de personnes d'âge supérieur à 60 ans est de 24,5 % la même année, alors qu'il est de 22,8 % au niveau départemental.
En 2018, la commune comptait 192 hommes pour 204 femmes, soit un taux de 51,52 % de femmes, légèrement supérieur au taux départemental (51,11 %).
Les pyramides des âges de la commune et du département s'établissent comme suit.
| Hommes | Classe d’âge | Femmes |
| ------ | ------------ | ------ |
| 0,0    | 90 ou +      | 0,5    |
| 5,2    | 75-89 ans    | 6,3    |
| 20,1   | 60-74 ans    | 16,9   |
| 22,2   | 45-59 ans    | 18,4   |
| 16,5   | 30-44 ans    | 18,8   |
| 16,0   | 15-29 ans    | 18,4   |
| 20,1   | 0-14 ans     | 20,8   |

| Hommes | Classe d’âge | Femmes |
| ------ | ------------ | ------ |
| 0,5    | 90 ou +      | 1,4    |
| 5,5    | 75-89 ans    | 7,6    |
| 15,6   | 60-74 ans    | 16,3   |
| 20,8   | 45-59 ans    | 20     |
| 19,4   | 30-44 ans    | 19,4   |
| 17,6   | 15-29 ans    | 16,2   |
| 20,6   | 0-14 ans     | 19,1   |

### Enseignement
Les enfants de la commune sont scolarisés au sein d'un regroupement pédagogique intercommunal qui compte en 2019 deux classes à Porquéricourt, deux autres à Larbroye et une cinquième à Vauchelles.

### Manifestations culturelles et festivités
Le Comité d'animation de Porquéricourt (CAP) organise la Nuit des concerts dont la cinquième édition s'est tenue le 29 juin 2019, qui attire plusieurs milliers de spectateurs.

## Économie
En 2021, le village est dépourvu de commerces de proximité, mais un distributeur automatique de pain a été implanté avec l'aide de la municipalité en octobre 2019 devant la mairie,.

## Culture locale et patrimoine

### Lieux et monuments
- Église Notre Dame de l'Assomption de la Vierge, reconstruits durant le Second Empire en Style néogothique en brique et pierre sur les plans de sur les plans de M. Weil. 
Le clocher-porche en façade a été reconstruit en 1921 après les destructions de la Première Guerre mondiale[37],[19],[23],[38].

- Monument aux morts, exécuté par le marbrier Joseph André à Noyon en 1925 et sur lequel sont inscrits 14 noms[39],[40]
- La Pierre Quinpierre, mégalithe calcaire de 6 à 7 m, qui s'est scindé en plusieurs pierres par l'action de la végétation[19],[41].